# 望月湖駅
望月湖駅（ぼうげつこえき、中国語: 望月湖站）は、中華人民共和国湖南省長沙市岳麓区にある長沙地下鉄4号線の駅である。

## 歴史
2014年12月31日に建設が開始され、2018年6月に竣工、2019年5月26日に開通した。

## 駅構造
島式ホーム1面2線

## 駅周辺
- 望月湖第一小学
- 湄溪河
- 望月湖小区